# مجلس قروي (تونس)
في تونس، المجلس القروي هو جماعة محلية ومجلس محلي تحت إشراف والي الجهة والمجلس الجهوي، يدير شؤون التجمعات السكنية خارج المناطق البلدية ضمن كل معتمدية.

## التركيبة والأعضاء
يعين والي الجهة رئيس وأعضاء المجلس القروي وذلك لمدة ثلاث سنوات حيث يتركب المجلس القروي من أعضاء يضبط عددهم كما يلي:
- نائب عن كل ألف ساكن، على ان لا يقل العدد عن خمسة نواب ولا يزيد عن عشرة مهما كان عدد السكان.
- ممثل عن كل جمعية تنمية تباشر نشاطها بالدائرة الترابية للمجلس القروي.

## قائمة المجالس القروية بكلولاية
حدد عدد المجالس القروية وتسمياتها وحدودها الترابية بكامل ولايات الجمهورية التونسية ما عدا ولايتي تونس والمنستير على النحو التالي:
| ولاية      | عدد المجالس القروية | تسمية المجالس القروية | المعتمدية |
| ---------- | ------------------- | --- | --- |
| بن عروس    | 6                   | سيدي فرج نعسان المغيرة السلام جبل الرصاص الكبوطي | المحمدية فوشانة مرناق |
| أريانة     | 6                   | برج الطويل قنطرة بنزرت النحلي سبالة بن عمار شرفش حي البكري الصنهاجي | رواد قلعة الأندلس سيدي ثابت قلعة الأندلس المنهيلة                                                                              |
| منوبة      | 8                   | المنصورة الشويقي الدخيلة العروسية برج التومي السعيدة الفجة سيدي علي الحطاب | الجديدة طبربة * البطان * وادي الليل المرناقية *                                                                                |
| زغوان      | 6                   | مقرن صواف سيدي ناجي جرادو بنت سعيدان سمنجة | زغوان صواف الناظور الزريبة الفحص بئر مشارقة                                                                                    |
| بنزرت      | 7                   | أوتيك (مقر المعتمدية) السمان غزالة (مقر المعتمدية) حي حشاد اللواتة صونين الخيتمين | أوتيك جومين غزالة بنزرت الجنوبية رأس الجبل العالية                                                                             |
| جندوبة     | 10                  | عين الصبح الحامدية بوعوان بلطة سوق الجمعة بلاريجيا سوق السبت القلعة الدخايلية حمام بورقيبة                                                                                                   | طبرقة طبرقة بلطة بوعوان جندوبة الشمالية جندوبة غار الدماء وادي مليز عين دراهم                                                  |
| باجة       | 8                   | تستور مجاز الباب تيبار تبرسق باجة الجنوبية نفزة | |
| سليانة     | 10                  | الأخوات الأقصاب المنصورة الشمالية القرية برج المسعودي الشمالي الدخانية الخلصة قصر حديد القنطرة سند الحداد                                                                                    | قعفور قعفور كسرى الكريب سليانة الشمالية سليانة الجنوبية مكثر                                                                   |
| الكاف      | 9                   | الزارين محطة الزيتونة بهرة سيدي خيار ملاق سيدي أحمد صالح اللاس سيدي رابح المحجوبة | الدهماني القصور نبر القلعة الخصباء السرس ساقية سيدي يوسف قلعة سنان                                                             |
| نابل       | 21                  | عين كميشة الفرينين ديار الحجاج بوجريدة بوشراي الشريفات سيدي الجديدي ملول وادي الخطف بوكريم تزغران صاحب الجبل زاوية المقايز الرحمة داموس الحاجة العينين الوديان فوتونة خنقة الحجاج تركي نيانو | نابل دار شعبان الفهري قربة سليمان الحمامات قليبية الهوارية منزل بوزلفة منزل تميم الميدة قرمبالية                               |
| سوسة       | 9                   | كندار الشقارنية أولاد عبد الله المردين البرجين وبني ربيعة الكنائس عين الرحمة كروسية شط مريم                                                                                                  | كندار النفيضة مساكن بوفيشة سيدي الهاني أكودة                                                                                   |
| المهدية    | 10                  | الغضابنة أولاد الشامخ التلالسة القواسم الغربية العيثة سيدي زيد منزل حشاد الروافضي زردة السعد                                                                                                 | قصور الساف أولاد الشامخ الجم شربان ملولش السواسي هبيرة بومرداس سيدي علوان المهدية                                              |
| صفاقس      | 16                  | بوجربوع بوثدي الغربية القنيطرة صبيح العامرة بليانة الشفار قرقور سيدي صالح الغرابة العوابد الخزانات الحاجب حزق اللوزة                                                                         | منزل شاكر منزل شاكر الغريبة الصخيرة العامرة المحرس عقارب ساقية الزيت الحنشة صفاقس الجنوبية جبنيانة جبنيانة                     |
| قابس       | 9                   | كتانة عرام دخيلة توجان منزل الحبيب بن غيلوف تشين الزراوة المدو العكاريت | مارث منزل الحبيب الحامة مطماطة مطماطة الجديدة قابس الغربية المطوية                                                             |
| القيروان   | 7                   | معروف المتبسطة الباطن العلم خيط الوادي سيدي علي بن سالم جهينة الشمالية | الوسلاتية القيروان الشمالية السبيخة حفوز الشبيكة حفوز الشبيكة بوحجلة                                                           |
| القصرين    | 10                  | حاسي الفريد بوشبكة العيون بوزقام الشرائع الرخمات الدشرة سيدي سهيل بودرياس خمودة | حاسي الفريد فريانة العيون القصرين الجنوبية سبيطلة تالة فوسانة فوسانة                                                           |
| سيدي بوزيد | 12                  | الهيشرية فائض الاسودة الذويبات المنصورة البوع الخرشف السعيدة سوق الجديد أولاد سليمان الأبيض النصر                                                                                            | سيدي بوزيد الغربية سيدي بوزيد الشرقية أولاد حفوز سيدي علي بن عون المزونة منزل بوزيان الرقاب سوق الجديد بئر الحفي جملة المكناسي |
| قفصة       | 9                   | بلخير سيدي عيش صانوش سيدي بوبكر وأم الأقصاب تابديت السقرود صهيب أولاد بوعمران أولاد بوسعد | بلخير سيدي عيش السند أم العرائس الرديف المظيلة القطار                                                                          |
| توزر       | 4                   | حزوة المحاسن وسبعة آبار بوهلال ودغموس الشبيكة | حزوة دقاش تمغزة |
| قبلي       | 7                   | الفوار رجيم معتوق والمطروحة وحي النصر البليدات بازمة والرحمات نويل بشري طنبار وتلمين وتنبيت                                                                                                  | الفوار الفوار قبلي الجنوبية قبلي الجنوبية دوز سوق الأحد قبلي الشمالية                                                          |
| مدنين      | 7                   | بوغرارة حسي عمر أم التمر الغربية سيدي مخلوف الراقوبة الغرابات الشهبانية | مدنين الجنوبية مدنين الشمالية سيدي مخلوف جرجيس بن قردان                                                                        |
| تطاوين     | 5                   | قصر الحدادة قرماسة بئر الثلاثين الصمار بني مهيرة | غمراسن تطاوين الجنوبية الصمار                                                                                                  |

## مقالات ذات صلة
- مجلس جهوي (تونس)
- معتمديات تونس
- قائمة بلديات تونس

## روابط خارجية
- دليل العمل الجهوي، وزارة الداخلية، 2013.